# Liptovský Mikuláš (distrito)
O Distrito de Liptovský Mikuláš (eslovaco: Okres Liptovský Mikuláš) é uma unidade administrativa da Eslováquia Central, situado na Žilina (região), com 73.984 habitantes (em 2001) e uma superfície de 1.323 km². Sua capital é a cidade de Liptovský Mikuláš.

## Demografia
| Ano:        | 1994   | 2004   | 2014   | 2024   |
| ----------- | ------ | ------ | ------ | ------ |
| Broj ljudi: | 74 566 | 73 549 | 72 513 | 71 186 |
| Razlika:    |        | -1,36% | -1,40% | -1,83% |

| Ano:               | 2023   | 2024   |
| ------------------ | ------ | ------ |
| Número de pessoas: | 71 405 | 71 186 |
| Diferença:         |        | -0,30% |

## Cidades
- Liptovský Hrádok
- Liptovský Mikuláš (capital)

## Municípios
- Beňadiková
- Bobrovček
- Bobrovec
- Bobrovník
- Bukovina
- Demänovská Dolina
- Dúbrava
- Galovany
- Gôtovany
- Huty
- Hybe
- Ižipovce
- Jakubovany
- Jalovec
- Jamník
- Konská
- Kráľova Lehota
- Kvačany
- Lazisko
- Liptovská Anna
- Liptovská Kokava
- Liptovská Porúbka
- Liptovská Sielnica
- Liptovské Beharovce
- Liptovské Kľačany
- Liptovské Matiašovce
- Liptovský Ján
- Liptovský Ondrej
- Liptovský Peter
- Liptovský Trnovec
- Ľubeľa
- Malatíny
- Malé Borové
- Malužiná
- Nižná Boca
- Partizánska Ľupča
- Pavčina Lehota
- Pavlova Ves
- Podtureň
- Pribylina
- Prosiek
- Smrečany
- Svätý Kríž
- Trstené
- Uhorská Ves
- Vavrišovo
- Važec
- Veľké Borové
- Veterná Poruba
- Vlachy
- Východná
- Vyšná Boca
- Závažná Poruba
- Žiar